# Carmenère

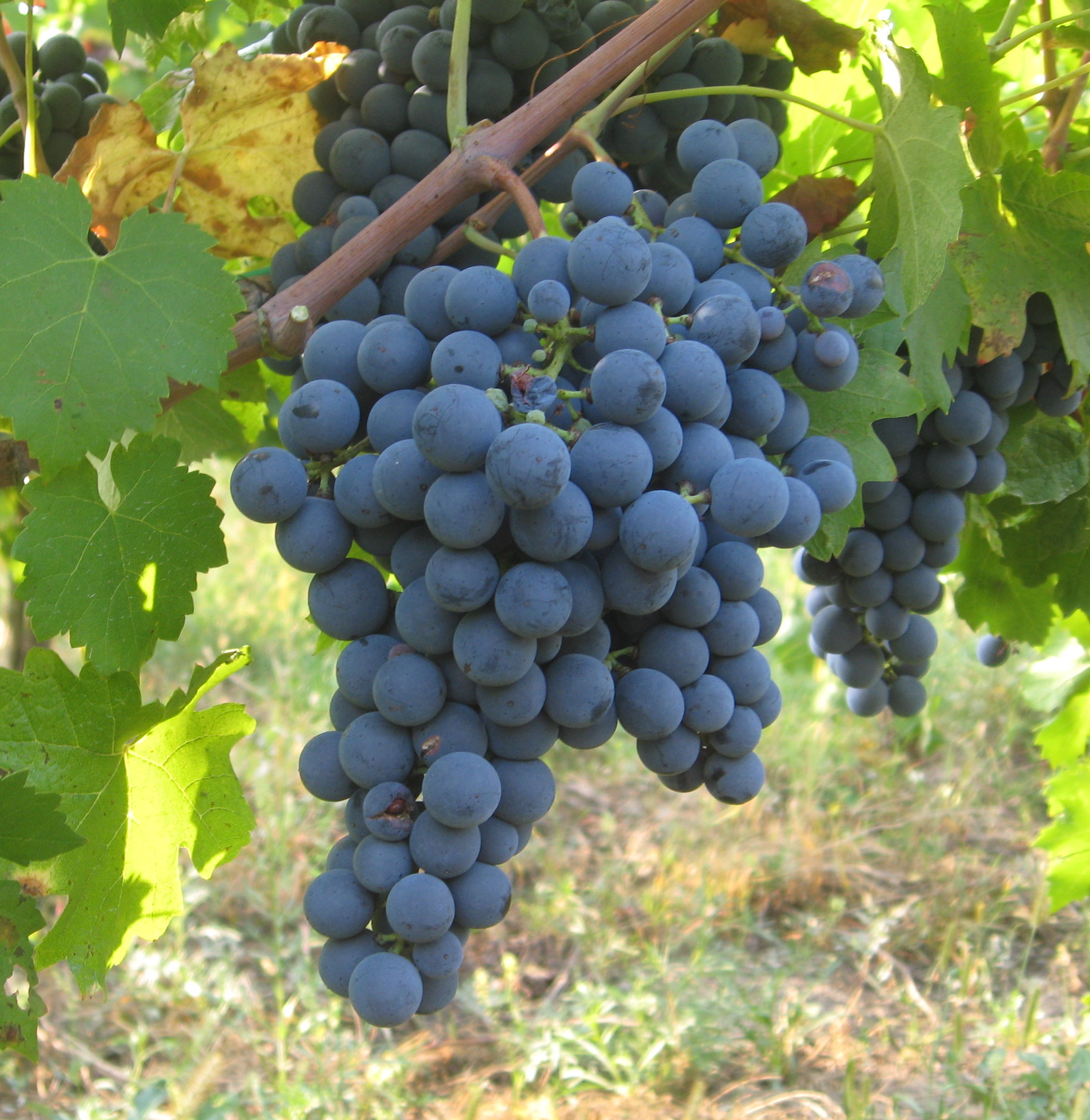

Carmenère (franska: Carménère; spanska: Carmenere) är en vindruva som idag betraktas som Chiles "egen" rödvinsdruva, fast den från början kommer från Bordeaux. Där utrotade dock vinlusen de flesta Carmenère-stockarna på 1800-talet, så det som finns kvar idag växer mest i Chile. Faktiskt trodde man i Chile ända fram till 1990-talet att det var Merlot-druvor man odlade, ända tills en DNA-analys avslöjade att det var Carmenère. Att ingen återplantering skett i Frankrike sägs bero på att carmenère där mognar relativt sent och ger små skördar.
Vinet karakteriseras av en djupröd färg och av bärig, fruktig och örtkryddig smak. Druvorna odlas främst i det centrala odlingsområdet i Chile.